# Studnice (Vyškovi járás)
Studnice település Csehországban, Vyškovi járásban. Studnice Rozstání, Otinoves, Březina és Krásensko településekkel határos. Lakosainak száma 510 fő (2024. január 1.).

## Népesség
A település lakosságának változását az alábbi diagram mutatja:
| Lakosok száma | 991  | 1102 | 1195 | 837  | 668  | 466  | 481  | 488  | 461  | 510  |
|               | 1869 | 1900 | 1921 | 1961 | 1980 | 2011 | 2016 | 2019 | 2021 | 2024 |